# Mitsubishi AAM-2
Il Mitsubishi AAM-2 è un missile aria-aria a guida infrarossa, prodotto dalla Mitsubishi Heavy Industries a partire dal 1970, e realizzato sperimentalmente in 60 esemplari. Se adottato dalla Kōkū Jieitai, avrebbe dovuto equipaggiate i caccia intercettori ognitempo McDonnell Douglas F-4EJ Phantom II.

## Storia del progetto

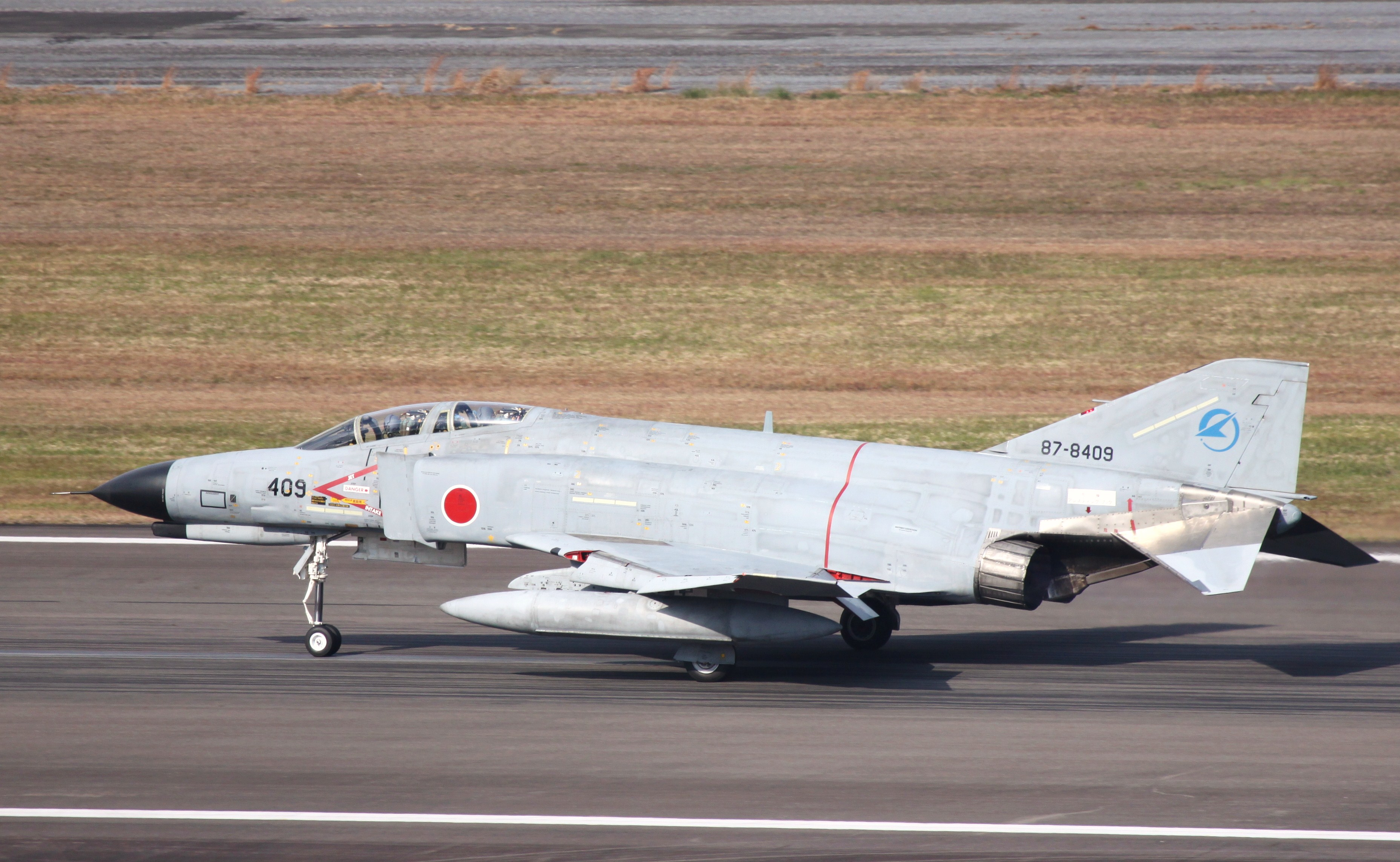
Un caccia McDonnell Douglas F-4EJ Phantom II fotografato sulla base aerea di Gifu.

Nel 1968 il governo giapponese decise di adottare il caccia bisonico biposto McDonnell Douglas F-4E Phantom II, nella versione destinata alla Kōkū Jieitai designata F-4EJ. 
Nel 1969 fu autorizzata la progettazione di un nuovo missile aria-aria a guida infrarossa, che nell'intenzione avrebbe dovuto essere la copia dell'Hughes Aircraft AIM-4D Falcon americano.
Lo sviluppo della nuova arma iniziò nel 1970, e i primi prototipi, designati XAAM-2, furono costruiti dalla Mitsubishi Heavy Industries, con l'assistenza del Tecnical Research and Development Institute (TRDI) dell'Agenzia della Difesa, a partire dal 1972. 
Il nuovo missile era simile al suo omologo americano per le lunghe alette sul fianco che arrivavano fino alla coda, ed era dotato dello stesso identico sistema di guida agli infrarossi. Tale sistema sull'AIM-4D fu fonte di grossi problemi, e si rivelò completamente inaffidabile a causa del tempo eccessivo di raffreddamento del sensore di ricerca che, avendo una scarsa dotazione di refrigerante che si esauriva troppo in fretta, rendeva il missile inutilizzabile. Anche la testata bellica si rivelò un fallimento, in quanto dotata di carica esplosiva insufficiente, e mancava di un innesco dotato di detonatore di prossimità. Per essere efficace il missile avrebbe dovuto colpire direttamente il suo bersaglio. 
Gli ingegneri giapponesi cercarono di ovviare ai difetti presentati dall'AIM-4D adottando un sensore di tipo "all aspect" di produzione nazionale, realizzato dalla Nippon Electric Company (NEC), e una spoletta di prossimità per la testata bellica. La sperimentazione andò avanti lentamente, e fu solo nel 1976 che vennero prodotti i primi 40 esemplari, cui ne seguirono ulteriori 20 nel 1977. Le autorità giapponesi preferirono non proseguire con la sperimentazione, e la produzione del missile fu interrotta in quello stesso anno. In attesa del successivo missile di produzione nazionale AAM-3, fu adottata la versione L del missile AIM-9 Sidewinder.

## Utilizzatori
Giappone
Kōkū Jieitai

### Fonti
1. 1 2 3 4 5 6 7 8  Martorella 2020, p. 61.
2. 1 2  Doane 2018, p. 184.
3. 1 2  Todd 2018, p. 275.
4. 1 2 3  Martorella 2020, p. 62.